# Saint-Julien-de-Vouvantes
Saint-Julien-de-Vouvantes is een gemeente in het Franse departement Loire-Atlantique (regio Pays de la Loire). De plaats maakt deel uit van het arrondissement Châteaubriant. Saint-Julien-de-Vouvantes telde op 1 januari 2022 963 inwoners.

## Geografie
De oppervlakte van Saint-Julien-de-Vouvantes bedroeg op 1 januari 2022 25,6 vierkante kilometer; de bevolkingsdichtheid was toen 37,6 inwoners per km².

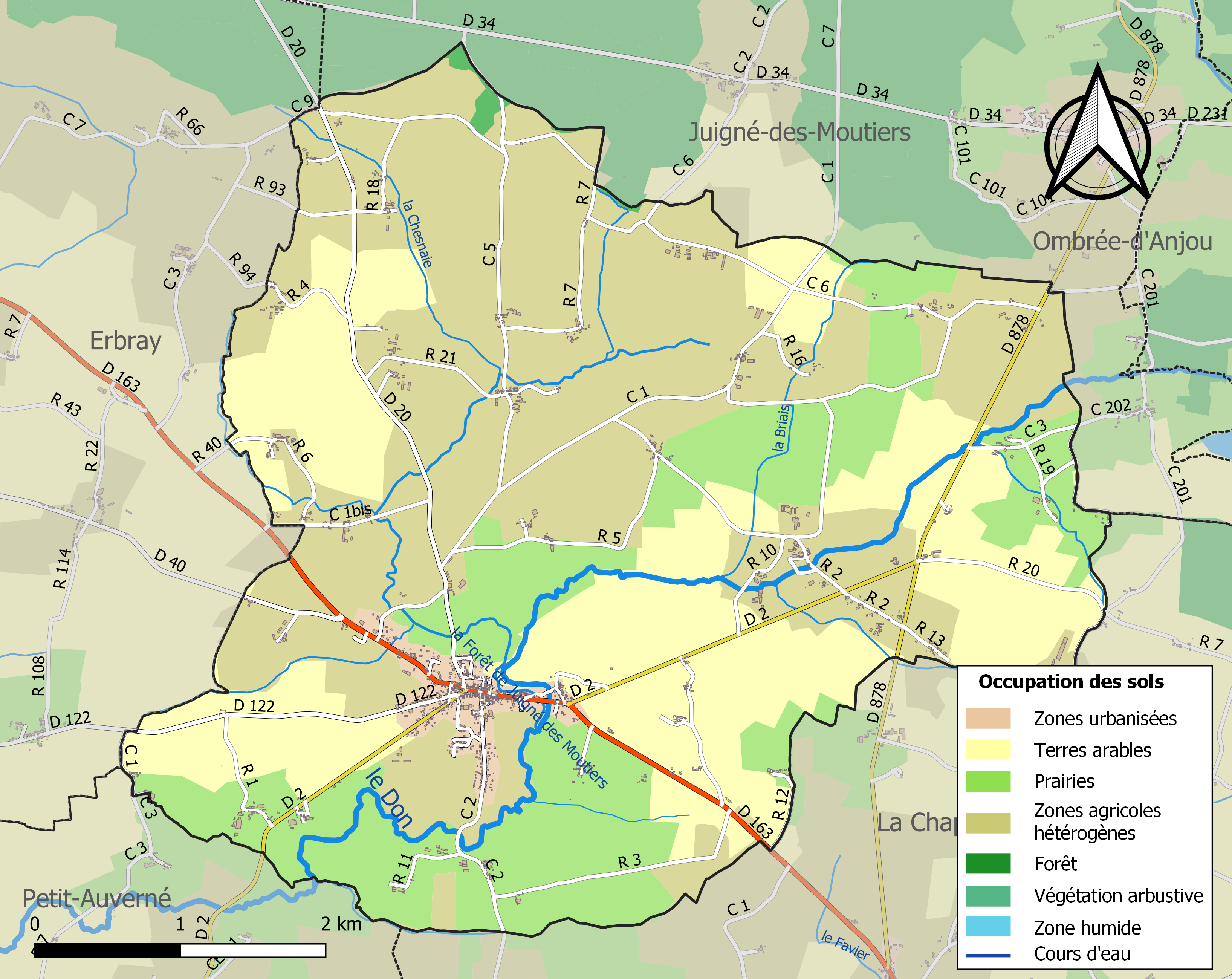
Kaart van de gemeente met de belangrijkste infrastructuur, bodemgebruik en omliggende gemeenten

## Demografie
Onderstaande figuur toont het verloop van het inwonertal (bron: INSEE-tellingen).